# Masacrul de la Ghiumri din 2015
Masacrul din 2015 de la Ghiumri a fost un omor în masă a șapte membri ai familiei armene Avetisian din Ghiumri, Armenia, pe 12 ianuarie 2015. Suspectul, Valeriu Permiakov, militar rus din cadrul Bazei Militare a 102-a Rusă, a fost arestat de Gărzile de Frontieră Ruse⁠(d) din cadrul Armeniei, lângă hotarul cu  Turcia, și a fost trimis în custodie la baza de la Ghiumri pentru mai multă investigație sub jurisdicție rusă. Au rezultat demonstrații spontate la Ghiumri și la Erevan, prin care s-a cerut judecarea și condamnarea lui Permiakov în Armenia. Răspunsul guvernului la situație, perceput drept inadecvat, a cauzat reacții publice puternice în Armenia de la începutul anului 2015. În august 2016, Permiakov a fost condamnat pe viață pentru omor de curtea armeană; sentința curții a fost aprobată în decembrie 2016 de Curtea de Apel din Erevan.